# Résolution 1360 du Conseil de sécurité des Nations unies
Membres permanents
- Chine
- États-Unis
- France
- Royaume-Uni
- Russie

Membres non permanents
- Bangladesh
- Colombie
- Irlande
- Jamaïque
- Mali
- Maurice
- Norvège
- Singapour
- Tunisie
- Ukraine

Résolution no 1359 Résolution no 1361
La résolution 1360 du Conseil de sécurité des Nations unies fut adoptée à l'unanimité le 3 juillet 2001. Après avoir rappelé toutes les résolutions précédentes sur l'Irak, y compris les résolutions 986 (de 1995), 1284 (de 1999), 1330 (de 2000) et 1352 (en) (de 2001) concernant le programme pétrole contre nourriture, le Conseil a prolongé de 150 jours les dispositions relatives à l'export de pétrole ou de produits pétroliers irakiens en échange d'une aide humanitaire.
Le Conseil de sécurité était convaincu de la nécessité d'une mesure temporaire pour fournir une assistance humanitaire au peuple irakien jusqu'à ce que le gouvernement irakien remplisse les dispositions de la résolution 687 (de 1991) et distribue également l'aide dans tout le pays.
Agissant en vertu du Chapitre VII de la Charte des Nations unies, le Conseil a prorogé le programme Pétrole contre nourriture de 150 jours à compter de 00h01 HET le 4 juillet 2001. Le produit des ventes de pétrole et d'autres transactions financières serait réparti en priorité dans le cadre des activités du Secrétariat, dont 13% seraient utilisés aux fins visées dans la résolution 986. Le Secrétaire général Kofi Annan a été prié de veiller à l’application effective de la résolution actuelle et de faire un rapport dans les 90 jours. Le Comité du Conseil de sécurité chargé de suivre le processus a également été prié de soumettre un rapport.
Le Conseil a décidé que les fonds produits sur le compte séquestre jusqu'à un total de 600 millions de dollars pourraient être utilisés pour couvrir des dépenses raisonnables autres que celles payables à l'Irak, telles que le matériel destiné à accroître les exports de pétrole et les coûts des besoins civils essentiels. Le taux de déduction effectif des fonds déposés sur le compte séquestre transférable à la Commission d’indemnisation des Nations unies serait de 25% et les fonds supplémentaires seraient déposés sur un compte pour des raisons humanitaires.
Enfin, le Conseil a conclu en exhortant au plein respect de la résolution actuelle et en appelant tous les pays à coopérer pour la présentation des demandes et la délivrance des licences d'exportation.